# Yevgueni Berzin
Yevgueni Valentinóvich Berzin (en ruso: Евгений Валентинович Берзин; Vyborg, 3 de junio de 1970) es un deportista ruso que compitió para la URSS en ciclismo en las modalidades de ruta y pista. Fue el ganador del Giro de Italia 1994 y dos veces campeón mundial en pista.
Ganó cuatro medallas en el Campeonato Mundial de Ciclismo en Pista entre los años 1989 y 1991.
En carretera ganó la clasificación general del Giro de Italia 1994, además de obtener cinco victorias de etapa en el Giro (tres en 1994, una en 1995 y una en 1996), y una victoria de etapa en el Tour de Francia de 1996. Así como la victoria en la clásica Lieja-Bastoña-Lieja de 1994.

## Medallero internacional
| Campeonato Mundial | Campeonato Mundial    | Campeonato Mundial | Campeonato Mundial          |
| Año                | Lugar                 | Medalla            | Competición                 |
| ------------------ | --------------------- | ------------------ | --------------------------- |
| 1989               | Lyon ( Francia)       | Medalla de plata   | Persecución por equipos (A) |
| 1990               | Maebashi ( Japón)     | Medalla de oro     | Persecución individual (A)  |
| 1990               | Maebashi ( Japón)     | Medalla de oro     | Persecución por equipos (A) |
| 1991               | Stuttgart ( Alemania) | Medalla de plata   | Persecución por equipos (A) |

## Palmarés en ruta
| 1990 (como amateur) - 1 etapa de la Vuelta a Bélgica amateur - 1 etapa de la Redlands Bicycle Classic 1991 (como amateur) - 1 etapa de la Redlands Bicycle Classic 1992 (como amateur) - Ruban Granitier Breton, más 1 etapa - Carrera de la Solidaridad y de los Campeones Olímpicos 1994 - Campeonato de Rusia Contrarreloj - Giro de Italia , más 3 etapas y clasificación de los jóvenes - Lieja-Bastogne-Lieja - Giro de los Apeninos - 2 etapas de la Euskal Bizikleta - 1 etapa del Critérium Internacional | 1995 - Euskal Bizikleta, más 1 etapa - 2.º en el Giro de Italia, más 1 etapa 1996 - 2 etapas de la Vuelta a Suiza - 1 etapa del Tour de Francia - 1 etapa del Giro de Italia - 1 etapa de la Tirreno-Adriático 1997 - Copa de las Naciones-Memorial Fausto Coppi - Gran Premio Jornal de Noticias |

## Resultados en Grandes Vueltas
| Carrera              | 1993 | 1994 | 1995 | 1996 | 1997 | 1998 | 1999 | 2000 | 2001 |
| -------------------- | ---- | ---- | ---- | ---- | ---- | ---- | ---- | ---- | ---- |
| Giro de Italia       | 90.º | 1.º  | 2.º  | 10.º | 20.º | -    | 52.º | Ab.  | -    |
| Tour de Francia      | -    | -    | Ab.  | 20º  | Ab.  | 25º  | -    | -    | -    |
| Vuelta a España      | -    | -    | -    | -    | -    | -    | -    | -    | -    |
| Mundial en Ruta      | -    | -    | -    | -    | -    | -    | -    | -    | -    |
| Mundial Contrarreloj | -    | 21.º | -    | -    | 22.º | -    | -    | -    | -    |

| —: No participó | Ab: Abandono |